# Lijst van hogeronderwijsinstellingen in Letland
Hieronder een overzicht van de hogeronderwijsinstellingen in Letland. In Letland zijn 5 erkende universiteiten gevestigd en 29 hogescholen. Samen bieden deze instellingen onderwijs aan ongeveer 100.000 studenten. In de lijst zijn de instellingen alfabetisch gesorteerd op plaatsnaam.

## Universiteiten
- Universiteit Daugavpils (Daugavpils)
- Letse Landbouwuniversiteit (Jelgava)
- Universiteit van Letland (Riga)
- Stradina Universiteit Riga (Riga)
- Technische Universiteit Riga (Riga)

## Hogescholen
| Deze lijst is (mogelijk) incompleet. U wordt uitgenodigd op bewerken te klikken om de lijst uit te breiden. |

- Letse Cultuuracademie (Riga)
- Letse Geneeskundeacademie (Riga)
- Letse Kunstacademie (Riga)
- Letse Marineacademie (Riga)
- Letse Muziekacademie (Riga)
- Letse Politieacademie (Riga)
- Letse Sportacademie (Riga)
- Hogeschool Ventspils (Ventspils)
- Hogeschool Lijfland (Lijfland)